# Fissistigma kwangsiense
Fissistigma kwangsiense är en kirimojaväxtart som beskrevs av Ying Tsiang och Ping Tao Li. Fissistigma kwangsiense ingår i släktet Fissistigma och familjen kirimojaväxter. Inga underarter finns listade i Catalogue of Life.